# محوطه هواران ۱
محوطه هواران ۱ مربوط به هزاره سوم قبل از میلاد - دوره اشکانیان است و در شهرستان ایرانشهر، بخش مرکزی، دهستان نایگون، ۱۸/۵۰ کیلومتری جنوب شرق اله آباد نایگون واقع شده و این اثر در تاریخ ۲۶ اسفند ۱۳۸۷ با شمارهٔ ثبت ۲۵۹۳۰ به‌عنوان یکی از آثار ملی ایران به ثبت رسیده است.